# Puerto de las Tres Pagodas

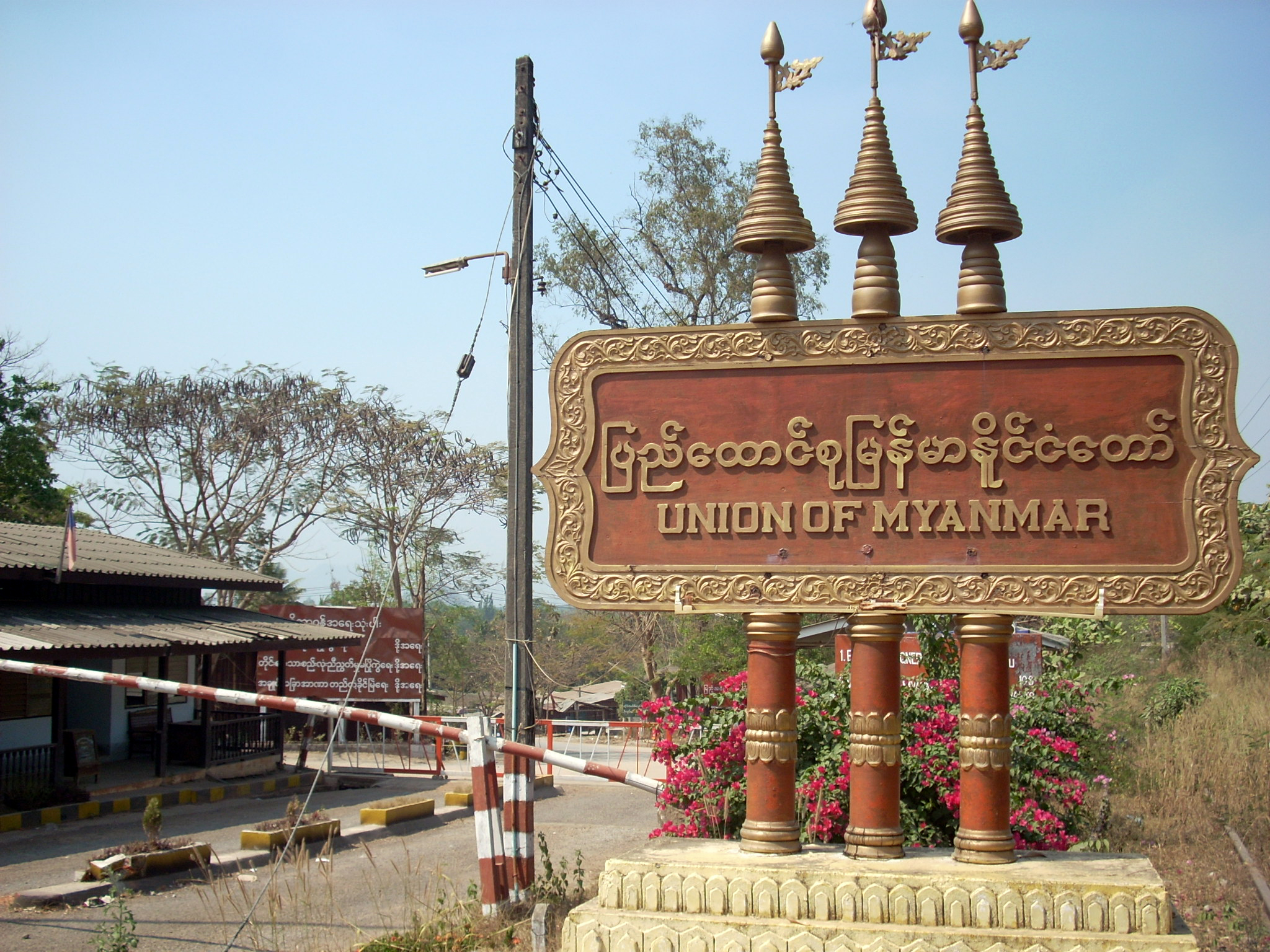
Vista del puesto fronterizo en el puerto.

El paso de las Tres Pagodas o puerto de las Tres Pagodas (en thaï ด่านเจดีย์สามองค์, pronunciar « dan chedi sam ong ») es un paso de montaña que tiene una altitud de 282 metros y atraviesa los montes Bilauktaung que forman una frontera natural entre el sur de Birmania y el oeste de Tailandia sobre unos 400 km  y constituyen el macizo más elevado de la cadena Tenasserim. El puerto une la ciudad birmana de Payathonsu (en el estado Karen), con la ciudad tailandesa de Sangkhlaburi (en el norte de la provincia de Kanchanaburi).
Desde siempre, constituye la principal vía terrestre entre el sur de Birmania y el oeste de Tailandia.  Se piensa que fue por este puerto que donde el budismo penetró en el siglo III en el territorio de la actual Tailandia.

## Historia
La abundancia de los vestigios de Dvaravati (siglos VI-IX ) en el bajo valle del río Mae Klong parece probar que existía ya en esta época una ruta comercial entre el golfo de Bengala y el golfo del Siam por el puerto de las Tres Pagodas.
Durando el periodo de los reinados birmanos de Ava y thaï de Ayutthaya (siglos XIV-XVIII ), el puerto fue la principal ruta de las invasiones birmanas, y eventualmente siamoises. Los tres pequeñas pagodas, o chedis, arruinadas a las cuales el puerto debe su nombre fueron probablemente construidas al finalizar este periodo tumultuoso como símbolo de paz. Ahora están del lado tailandés de la frontera.
Durante la Segunda Guerra Mundial, los japoneses construyeron por allí el siniestro « camino de hierro de la muerte » (que comprendía igualmente el puente sobre el río Kwaï). Una placa rinde homenaje a los prisioneros australianos que, con otros soldados aliados y con civiles originarios de diferentes países de Sudeste Asiático murieron como trabajadores forzados durante la construcción de la vía férrea.

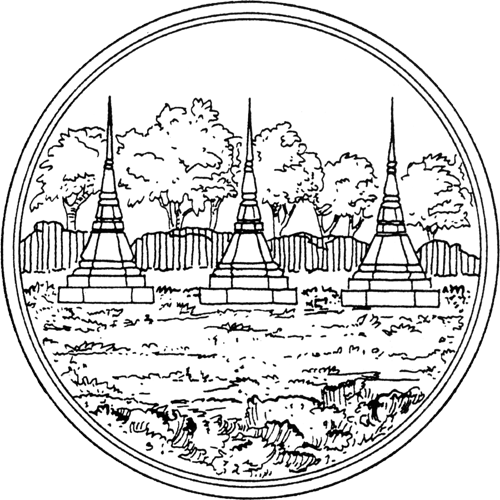
Las tres pagodas figuran en el sello de la provincia de Kanchanaburi.

La región está habitada por diferentes poblaciones montañesas, sobre todo Birmanos, Môns y Karens, que o bien no pueden, o no quieren obtener la ciudadanía de uno u otro de los dos países. Desde la Segunda Guerra Mundial, ha habido numerosas tentativas de ejércitos rebeldes para controlar el puerto desde la zona birmana. Los Môns lo controlaron hasta en 1990 cuando el ejército birmano los desalojó. Ha habido también, de tiempo en tiempo, escaramuzas entre tropas rebeldes karens y mônes.
Hoy día, los turistas pueden visitar el puerto. En función de la situación política, pueden obtener visado durante una jornada para visitar Payathonsu. Entre las atracciones del lado birmano, se encuentranː muebles de madera, esculturas de jade y textiles.